# Conrad Paumann
Conrad Paumann, né à Nuremberg entre 1409 et 1415 et mort à  Munich le 24 janvier 1473, est un organiste, luthiste et compositeur allemand de la Renaissance. Bien qu'il fût né aveugle, il fut l'un des musiciens les plus talentueux du XVe siècle, et ses interprétations firent sensation partout où il allait, en Allemagne comme en Italie. Selon André Pirro (Les clavecinistes), il fut le « plus habile joueur de clavicymbalum de son temps ».

## Biographie
Conrad Paumann est né à Nuremberg dans une famille d'artisans. Ses dons pour la musique durent être remarqués très tôt, car il reçut un instruction soignée grâce au soutien financier de riches bienfaiteurs. En 1447, il fut nommé organiste de la ville de Nuremberg (titulaire de l'église Saint-Sébald où il put se familiariser avec le tout nouvel orgue du facteur Heinrich Traxdorf). Les conseillers de la ville écrivirent même des injonctions pour l'empêcher de partir sans leur permission. En 1450, il se rendit à Munich, où il fut aussitôt engagé par le duc Albert III de Saxe comme organiste de la cour, qui lui offrit également une maison.
On ne connaît pas exactement l'histoire de ses voyages, qui furent cependant nombreux ; partout où il se rendait, il suscitait admiration et étonnement. Sa renommée s'accrut en tant que compositeur et interprète. On lui offrit des places intéressantes à Milan et à Naples. Ses voyages en Italie eurent probablement lieu vers 1470, lorsque la famille Sforza commença à constituer à Milan une chapelle ducale rassemblant quelques-uns des meilleurs musiciens européens : Josquin des Prés, Loyset Compère, Alexandre Agricola ; certains l'ont probablement entendu et fréquenté. Il fut fait chevalier à Mantoue ; il joua à Landshut pour le duc de Bourgogne, Philippe le Bon, et à Ratisbonne pour l'empereur Frédéric III. Outre les instruments à clavier (orgue et clavecin), il semble avoir maîtrisé le luth, la flûte, la harpe et la vièle. Dans ses dernières années, il fut organiste de la Liebfrauenkirche, principale église de Munich.  
Son épitaphe dans la Liebfrauenkirche de Munich est inscrite sur une plaque de marbre rouge scellée depuis 1920 sur un pilier sous la tribune de l'orgue, près du monument de l'empereur Louis IV : « An(no) mcccclxxiii an s. pauls bekeru(n)g abent ist gstarbn und hie begrab(e)n der kunstreichist all instrame(n)t un d' musica maister Cunrad pawman ritter purtig vo(n) nurnberg un plinter geboren dem got genad ». (« L'an 1473, le soir de la fête de la conversion de Saint Paul, est mort et a été enterré ici le plus talentueux des maîtres de tous les instruments de musique, Cunrad Pawman, chevalier, natif de Nuremberg, aveugle de naissance, que Dieu l'ait en Sa garde »).
Conrad Paumann eut en son temps de nombreux élèves. Il est certain qu'il eut une influence déterminante sur l'essor de la composition musicale et de la culture organistique en Allemagne, destinées à culminer quelques siècles plus tard.
Le talent de Conrad Paumann, son handicap, son instrument, tout comme son influence, rappellent les circonstances de la vie du compositeur italien Francesco Landini, son prédécesseur d'une centaine d'années.

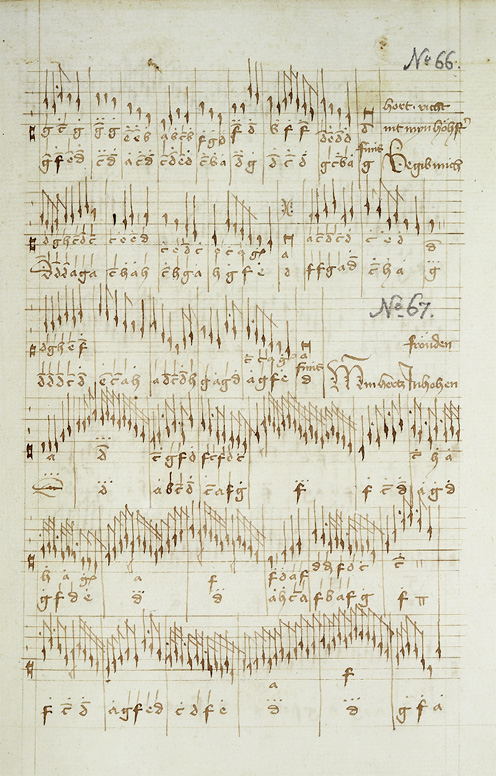
Buxheimer Orgelbuch, folio 169

## Musique et influence
Étant aveugle, Conrad Paumann n'a jamais écrit sa musique et a probablement été avant tout un improvisateur. On lui doit l'invention du système de tablature pour le luth en Allemagne.
Paumann nous a laissé une méthode pratique de contrepoint instrumental appelée Fundamentum organisandi, suivie de quelques préludes et transcriptions pour clavier d'une dizaine de chansons populaires de l'époque. Ce recueil de pièces instrumentales fut relié à la suite d'un recueil de chant appelé Lochamer Liederbuch, terminé en 1452,.  
La plus grande partie de sa musique est instrumentale, d'une grande virtuosité, elle fut compilée dans le recueil connu sous le nom de Buxheimer Orgelbuch. On y trouve des transcriptions de motets et chansons allemandes, françaises ou italiennes, ainsi que des préludes, redeuntes et fundamenta. Une seule composition vocale subsiste, le chant Wiplich figur pour trois voix. Son style est si proche de celui de l'école franco-flamande contemporaine qu'on ne peut douter que Paumann connaissait la musique des compositeurs de cette école. Probablement en a-t-il rencontré certains lors de ses voyages, par exemple lorsqu'il séjourna à Milan.